# Martignargues
Martignargues är en kommun i departementet Gard i regionen Occitanien i södra Frankrike. Kommunen ligger i kantonen Vézénobres som tillhör arrondissementet Alès. År 2022 hade Martignargues 438 invånare.

## Befolkningsutveckling
Antalet invånare i kommunen Martignargues
Referens:INSEE